# La máquina de ajedrez (novela)
La máquina de ajedrez (Der Schachautomat en alemán) es una novela histórica escrita por el escritor alemán Robert Löhr. Basada en hechos reales, la acción transcurre a finales del siglo XVIII y narra las vicisitudes de Wolfgang von Kempelen, creador de un falso autómata jugador de ajedrez, conocido como "El Turco".

## Argumento

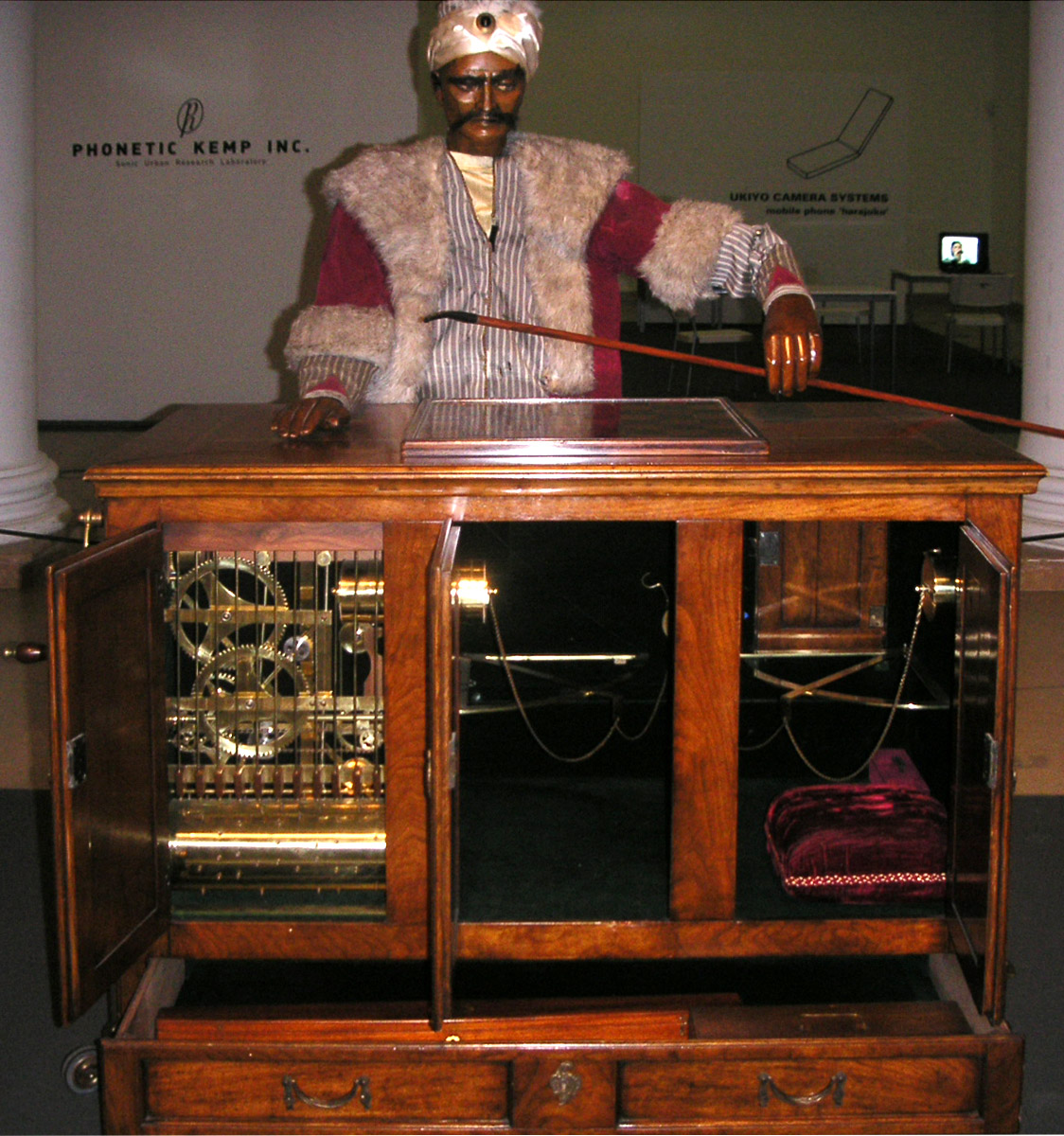
Reconstrucción de El turco

La acción de la novela transcurre en dos niveles cronológicos diferentes: 1769-1770 y 1783. El primero, donde se desenvuelve la trama principal, ocupa la mayor parte de la obra. En el segundo, la acción pasa en dos jornadas y se desarrolla en unos pocos y breves capítulos: uno al principio de la novela, otro al final (de carácter aclaratorio) y tres más, insertos entre los demás capítulos de la novela.
En 1770, Wolfgang von Kempelen presenta ante la corte en Viena un autómata que juega al ajedrez. En realidad es un engaño, pues en su interior se esconde un ajedrecista que es quien piensa las jugadas y mueve las piezas mediante un ingenioso y simple mecanismo (el uso de imanes para saber qué pieza mueve el adversario y un pantógrafo para mover las piezas propias). Sin embargo, su máquina despertará recelos en alguno de sus colegas, quien intentará descubrir la farsa.
Tras descansar el Turco durante unos años, en 1783 von Kempelen decide hacer una gira por Europa con su autómata falso. Es entonces cuando camino de París se detiene en Neuchâtel, donde transcurre la acción secundaria, y ahí se revelarán, a manera de epílogo, algunas incógnitas de la trama principal.

## Personajes
NOTA: Aunque las informaciones que se ofrecen de los personajes puedan parecer exhaustivas, son datos aportados por el autor sucintamente en la novela, la mayoría en sus primeros capítulos o cuando dicho personaje aparece en ella. Su lectura no desvela ninguna de las tramas de la obra aunque aporta un mosaico previo a la acción principal.

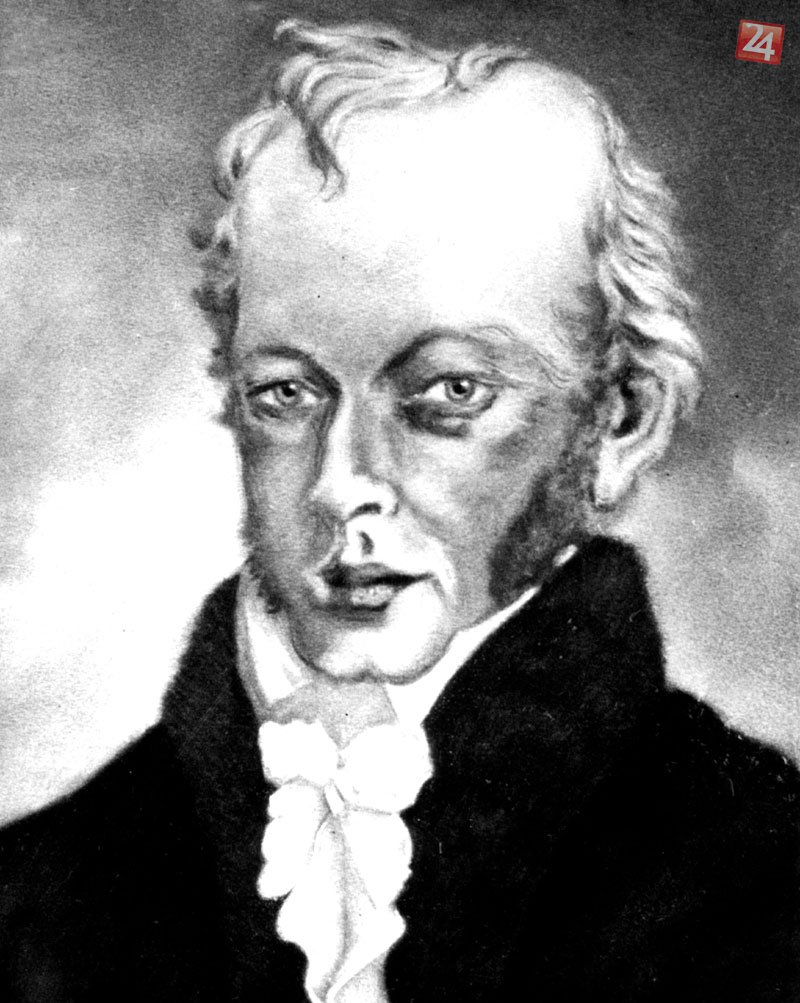
Wolfgang von Kempelen

- Wolfgang von Kempelen: (Presburgo, 23 de enero de 1734-Viena, 26 de marzo de 1804).Personaje histórico, es un caballero húngaro ilustrado con grandes conocimientos de mecánica e ingeniería, y consejero real de la emperatriz María Teresa. Vive en su Presburgo natal con su segunda esposa, Anna Maria y con su hija Mária Teréz, nacida en 1768. En 1769, antes del principio de la novela, von Kempelen asiste a una demostración sobre magnetismo ofrecida en la corte de Viena por el físico francés Jean Pelletier. Ante la emperatriz, von Kempelen se compromete a presentar en seis meses un experimento que eclipsaría al del francés. En un principio tenía previsto crear una máquina parlante pero por el apremio de tiempo y las dificultades técnicas decide construir un falso autómata pensante, el Turco, jugador de ajedrez. Cuando oye hablar de un enano que juega muy bien al ajedrez, lo cree idóneo para su máquina y le sigue la pista hasta Venecia.
- Tibor Scardanelli: (n. en Provesano, República de Venecia, 1745). Este personaje ficticio es el enano ajedrecista que actúa como "cerebro" del Turco. Con catorce años, sus padres lo expulsaron de la granja familiar coaccionados por sus vecinos, quienes lo acosaban por su baja estatura y le acusaban de molestar a las muchachas del lugar. Unas tropas austríacas que marchaban hacia el Norte buscando guerra lo recogieron y lo enrolaron como sacabotas y mascota del regimiento. Al final de una batalla, Tibor es hecho prisionero por los prusianos y tras un breve cautiverio, marcha a Polonia, donde encuentra trabajo como jardinero en el monasterio de Odra. Durante cuatro años que estuvo allí aprendió a leer, a escribir y a jugar a ajedrez. Su afición por este juego provocó su injusto despido laboral y la consecuente expulsión del monasterio. Con los trebejos de ajedrez como compañeros de viaje, Tibor decide volver a su tierra y emprende el largo camino hacia el sur, procurándose el sustento con sus habilidades ajedrecísticas. En 1769, tras tres años de tristezas, Tibor llega a Venecia, donde pronto acaba en prisión. Un caballero, von Kempelen, lo visita en la celda y le propone participar en su engaño de la máquina de ajedrez.
- Jakob Wachsberger: Este personaje de ficción, tallista y ebanista judío, es el ayudante de von Kempelen en la construcción del Turco y durante su exhibición. De una edad aproximada a la de Tibor, se hace amigo suyo y juntos protagonizarán algunas salidas festivas. También le inicia en el arte del torneado y de la relojería.
- Friedrich Knaus: (Aldingen am Neckar, 7 de febrero de 1724—Viena, 14 de agosto de 1789). Personaje histórico, este relojero suabo fabrica autómatas. Como mecánico de la corte ha construido "la prodigiosa máquina que escribe" y es miembro del Real Gabinete Físico-matemático-astronómico. En la demostración del Turco que von Kempelen ofrece ante la emperatriz, Knaus  es elegido para jugar contra él y pierde abrumadoramente. Dolido en su orgullo, decide desenmascarar a von Kempelen en lo que él cree, acertadamente, un engaño y encarga a su amante Galatée que descubra el secreto que esconde la máquina.
- Elise Burgstaller (Galatée): Personaje ficticio. Esta cortesana de 22 años es amante de Knaus, entre otros, y está encinta. Acepta el encargo de Knaus, pues así podrá ausentarse de Viena y ocultar su embarazo y posterior parto. Además, la recompensa prometida por su amante le ayudaría en la crianza de su futuro bebé.
- Ibolya Andrássy: Baronesa húngara. Con apenas veinte años casó con el Camarero Real, el también barón Károly de Jesenák, quien le doblaba la edad. Infeliz conyugalmente, comienza a tener relaciones extramatrimoniales. Cuando uno de sus amantes, Nepomuk von Kempelen, le presenta a su hermano Wolfgang, ella se enamora perdidamente de él. Al poco tiempo, empiezan una relación íntima que acabará cuando von Kempelen vuelve a casarse. En 1768, la baronesa queda viuda e intenta reiniciar esa relación.
- Janos Andrássy: Barón húngaro, hermano de Ibolya y, como ella, personaje de ficción. Es teniente de húsares, con un alto sentido del código de honor. Juega una épica partida contra el Turco y más tarde, por otra razón, retará en duelo a von Kempelen.
- Benedikt Neumann: este personaje ficticio solo aparece en los capítulos cuya acción transcurre en 1783. Se trata de un relojero enano residente junto a Neuchâtel, cuna de grandes constructores de autómatas. Cuando von Kempelen viajaba camino de París para iniciar una larga gira europea con su ajedrecista turco se detuvo allí y decidió exhibir su "máquina pensante" en dicha localidad. Neumann, presente entre el público, se ofrece para jugar contra la máquina. La visión del enano estremece a von Kempelen y causa expectación entre sus conciudadanos, quienes se pondrán a su favor para que venza al autómata del extranjero.

Además de Wolfgang von Kempelen, de su familia (su esposa, su hija y su hermano) y de Friedrich Knaus también aparecen otros personajes históricos en la novela:
- Henri-Louis Jaquet-Droz, constructor de autómatas de Neuchâtel.
- Johann Allgaier, jugador de ajedrez, en el interior del Turco en Neuchâtel.
- María Teresa, emperatriz austríaca.
- Karl Gottlieb Windisch, alcalde de Presburgo, editor del Presburger Zeitung y amigo de von Kempelen.
- Joseph von Batthyány, cardenal primado de Hungría y arzobispo de Gran.
- Otros personajes de la Corte de Viena y personas ilustres de Presburgo aparecen en la novela.